# Teeswater-Schaf
Das Teeswater-Schaf ist eine von insgesamt zehn alten britischen Langwollschafrassen. Es wurde züchterisch im Distrikt Teesdale, einem der Yorkshire Dales entwickelt. Die Rasse ist für ihre lange Wolle sowie ihre große Fruchtbarkeit bekannt.
Der Rare Breeds Survival Trust führt das Teeswater heute als eine Rasse, die potentiell vom Aussterben bedroht ist.

## Merkmale
Teeswater-Schafe sind großrahmige, hornlose Schafe mit ausgeprägten Keulen. Böcke erreichen ein Gewicht bis zu 120 Kilogramm, die weiblichen Tiere werden bis zu 90 Kilogramm schwer.
Auffälligstes Merkmal ist die lange helle Wolle, die in korkenzieherartig gedrehten Strähnen herabfällt und in einzelnen Strähnen auch über das unbewollte Gesicht fällt. Sie darf keinerlei dunklen Wollfasern aufweisen und muss am ganzen Körper von gleichbleibender Qualität sein. Die Stapellänge der Wolle beträgt 20 bis 30 Zentimeter mit einer Faserfeinheit von 32 bis 36 Mikrometer (menschliches Haar misst im Vergleich dazu durchschnittlich 30 Mikrometer). Das Vlies wiegt zwischen vier und acht Kilogramm. Die Wolle wird insbesondere gerne für traditionelle Handspinnerei genutzt.
Teeswater-Schafe sind ausgesprochen fruchtbar. Mutterschafe bringen in der Regel Zwillinge auf die Welt.

## Zuchtgeschichte
Mit hoher Wahrscheinlichkeit geht die Rasse auf Schafimporte aus Italien während der römischen Zeit zurück. Für diese These gibt es aber nur als Indiz, dass alle Regionen Großbritanniens, in denen traditionell Langwollschafe gezüchtet wurden, auch Zentren römischer Schafwollproduktion waren. Die britischen Inseln hatten zwar bereits vor der römischen Besetzung eine lange Tradition der Schafhaltung, jedoch war dies auf eine Subsistenzschafhaltung begrenzt. Dagegen gab es im römischen Reich bereits seit dem 2. Jahrhundert v. Chr. eine gezielte Schafzucht, bei denen insbesondere in Apulien hornlose und weißgesichtige Schafe gezüchtet wurden. In Großbritannien entwickelten sich aus diesen Importen verschiedene regionale Rassen wie neben dem Teesweater beispielsweise das Lincolnschaf. Das Teesweater-Schaf war bis in die 1950er Jahre auch weißgesichtig. Seitdem werden jedoch im Gesicht auch braune Farbflecken geduldet.
Der schottische Agronom David Low schrieb 1839 über das Teeswater-Schaf, es sei eines der bemerkenswertesten britischen Inlandschafe. Mit ihrem groben Kopf und ihren langen Gliedmaßen galten sie als nicht sehr ansehnliche Schafrasse. Philip Walling geht davon aus, dass während des 18. Jahrhunderts Teeswater-Schafe zu den größten und schwersten in Großbritannien zählten. Das Gewicht eines an Weihnachten 1779 in Stockton-on-Tees geschlachteten besonders schweren Exemplars betrug 40 Stone, rund 250 Kilogramm und damit etwa so schwer wie ein Shetland-Pony. In der Haltung waren sie anspruchsvoll. Sie benötigten anders als die meisten Schafrassen ausgezeichnete Weidebedingungen und mussten im Winter zusätzlich mit Heu und Getreide gefüttert werden. Erst im dritten oder vierten Lebensalter waren die Schafe voll ausgewachsen. Die Böcke wurden jedoch zur Paarung mit genügsameren Hochlandschafen verwendet, weil diese Kreuzung Schafe mit guter Fleisch- und Wollqualität hervorbrachte. Auf Grund dieser Eigenschaft wurde das Teeswater-Schaf von einigen wenigen Landwirten noch in der ersten Hälfte des 20. Jahrhunderts gezüchtet und so als Rasse vor dem Aussterben bewahrt. Der Zuchtverband wurde 1949 gegründet.

## Teeswater und Wensleydale

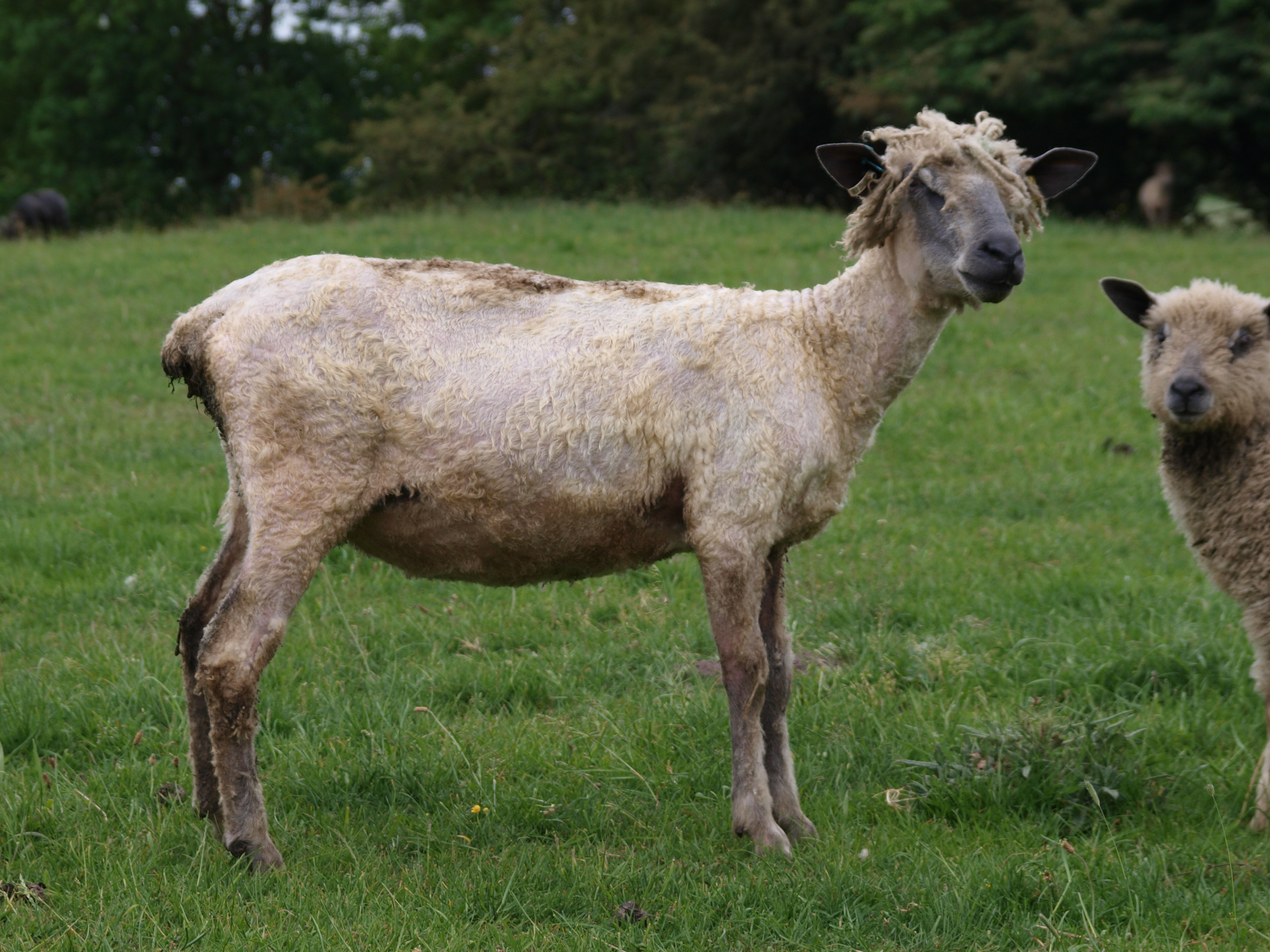
Wensleydale, frisch geschoren

Die britische Schafrasse Wensleydale ist eine Kreuzung von den von Robert Bakewell züchterisch entwickelten Dishley-Leicester-Schaf mit Teeswater-Schafen. Stammvater aller Wensleydales ist der Schafbock „Bluecap“, einer der Nachkommen aus dieser Kreuzung, der im Frühjahr 1839 zur Welt kam. Sein Besitzer weigerte sich zwar, den Bock, der ein Gewicht von 203 Kilogramm erreichte und sehr deckfreudig war, zu verkaufen. Andere Landwirte konnten jedoch ihre Schafe durch diesen Bock decken lassen.